# Пиърс (остров)
Вижте пояснителната страница за други значения на Пиърс.

Остров Пиърс (на английски: Pearse Island) е 22-рият по големина остров край западните брегове на Канада в Тихия океан. Площта му е 220 км2, която му отрежда 106-о място сред островите на Канада. Административно принадлежи към канадската провинция Британска Колумбия. Необитаем.
Пиърс е най-северният остров по крайбрежието на Британска Колумбия, като на северозапад широкият 700 м (в най-тясната си част) проток Пиърс го отделя от територията на щата Аляска на САЩ. На изток и юг широкият 4,8 км фиордов залив Портланд го отделя от континенталната част на Британска Колумбия и малкия остров Съмървил. Протокът Уелс, широк 200 м., го отделя на югозапад от остров Уелс. Формата на острова е почти правоъгълна, с малко по-издължена северна част, като дължината му от североизток на югозапад е 32 км, а максималната му ширина е 9 км.
Бреговата линия с дължина 98 км е сравнително слабо разчленена, с изключение на югозападното крайбрежие, където дългия и тесен залив Уинтър се врязва дълбоко в острова.
Релефът е предимно планински с максимална височина над 600 м в северната част. Южната част е по-нископланинска и хълмиста.
Климатът е умерен, морски, влажен, предпоставка за пълноводни почти през цялата година къси реки. През зимния сезон падат обилни снегове. Голяма част от острова е покрита с гъсти иглолистни гори, които предоставят идеални условия за богат животински свят.
Островът е открит през 1793 г. от британската провителствена експедиция, възглавявана от Джордж Ванкувър, но чак през 1860 г. английският капитан (бъдеш адмирал) Джордж Хенри Ричардс, който в периода 1857-1862 г. извършва детайлни картирания по западните брегове на Британска Колумбия, го кръщава в чест на колегата си Уилям Алфред Пиърс, взел участие в масовите топографски дейности в района.
В миналото в най-североизточната част на острова е имало индиански резеват, който сега е напуснат.